# Gerontion

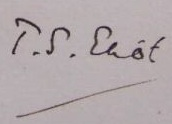
Assinatura de T. S. Eliot

Gerontion é um poema feito por T. S. Eliot que foi primeiramente publicado em 1920. O especialista de obras de Eliot, Grover Smith, disse sobre o poema: "Se alguma noção continuou disto nos poemas de 1917, Eliot estava sentimentalmente contrastando um passado resplendor com um presente triste, Gerontion veio para dissipar isto." Outros poetas e artistas anglófonos utilizam trechos do poema para citar em suas obras.